# Toxalbumine

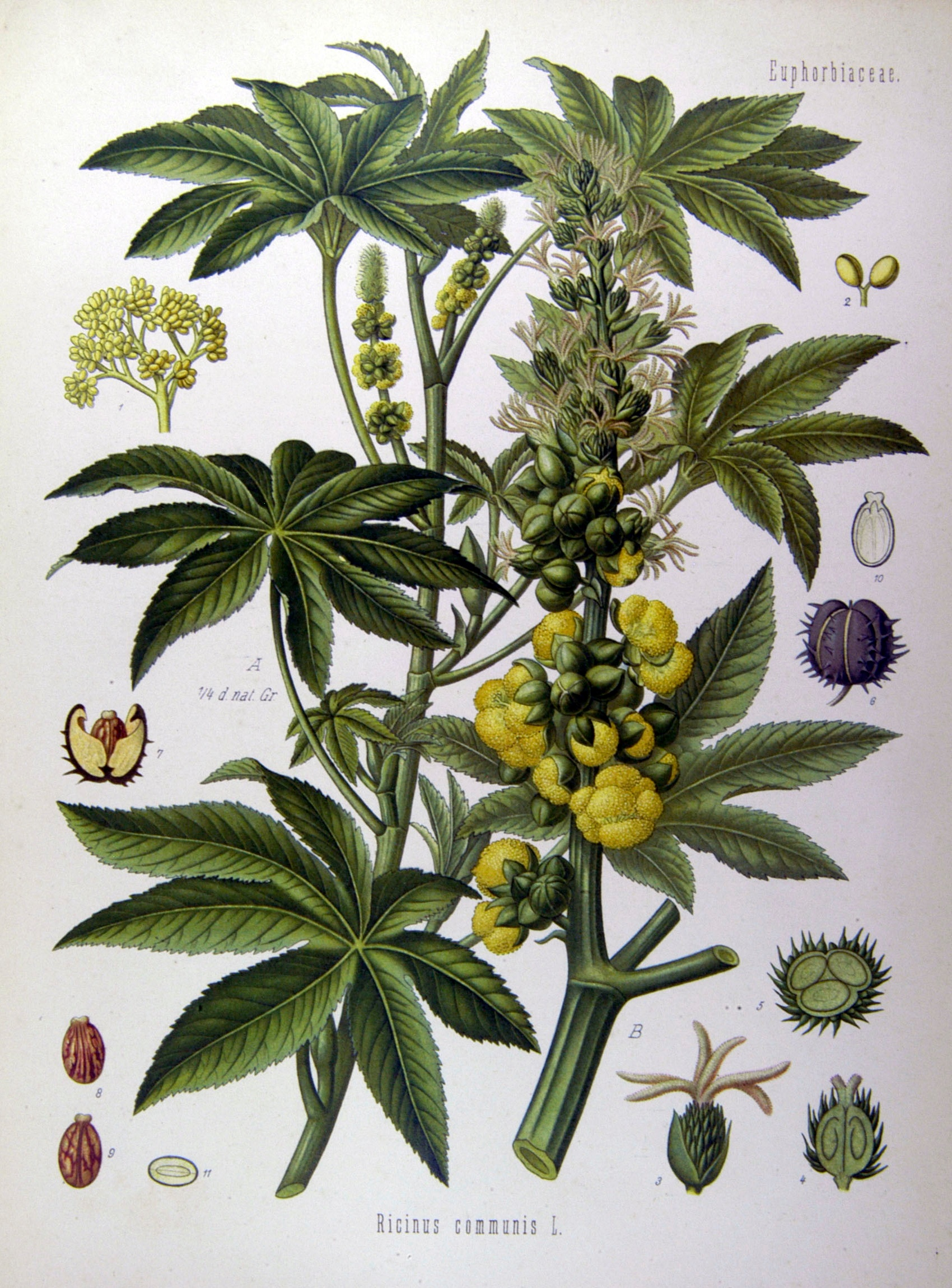
Ricinus communis

Les toxalbumines sont des protéines végétales toxiques qui désactivent les ribosomes et inhibent ainsi la synthèse des protéines, produisant de graves effets cytotoxiques dans plusieurs systèmes d'organes. Il s'agit de dimères maintenus ensemble par une liaison disulfure et comprenant une lectine (protéine liant les glucides) qui se lie à la membrane cellulaire et permet à la partie toxine d'accéder au contenu de la cellule. La structure des toxalbumines est similaire à celle des toxines AB présentes dans les vecteurs du choléra, tétanos, diphtérie, botulisme et d'autres.

## Description
Les toxalbumines sont décrites pour la première fois vers 1890 par Ludwig Brieger (1849-1919) et Sigmund Fraenkel (1868-1939), associés du chimiste organique Eugen Baumann. Brieger est aussi le premier à avoir utilisé le terme toxine.
Les toxalbumines sont notamment présentes dans les familles de plantes Leguminosae et Euphorbiaceae, par exemple dans Robinia pseudoacacia, Abrus precatorius, Jatropha curcas, Croton gratissimus et Ricinus communis. Les toxalbumines typiques sont l'abrine et la ricine. L'ingestion de graines contenant des toxalbumines n'est pas nécessairement fatale, car l'enveloppe dure de la graine résiste à la digestion, à moins que la graine n'ait été percée, comme c'est le cas pour la fabrication de colliers, de chapelets ou de bracelets, et même dans ce cas, la toxalbumine est susceptible d'être digérée et donc rendue inoffensive. Les toxalbumines injectées par voie intraveineuse ou sous-cutanée ou inhalées sous forme de poudre sont toutefois hautement toxiques. Une période de latence de quelques heures à quelques jours peut s'ensuivre sans signes sensibles de détresse, après quoi des symptômes de nausée, de vomissement et de diarrhée apparaissent, suivis d'un délire, de convulsions, d'un coma et de la mort. D'un point de vue évolutif, les toxalbumines se sont développées pour dissuader les animaux herbivores de consommer les graines, le feuillage, l'écorce et les racines. Les fruits mûrs à pulpe charnue sont généralement savoureux et comestibles et l'absence de toxalbumines encourage l'ingestion et la distribution conséquente de graines dont l'enveloppe est suffisamment résistante pour survivre au passage dans le système digestif d'un herbivore ou d'un fructivore,.
Soluble dans l'eau, la ricine n'est pas présente dans l'huile de ricin. Comme la plupart des protéines, elle se décompose après un traitement thermique. Après l'extraction de l'huile, le marc traité est souvent utilisé comme aliment pour animaux. La sensibilité à la toxine varie énormément et la dose létale peut être aussi faible que deux millionièmes du poids corporel. La ricine étant une protéine, des anticorps peuvent être produits par inoculation, ce qui permet de résister jusqu'à 800 fois la dose létale normale. La ricine a été utilisée dans des assassinats, un cas notoire étant l'utilisation d'une pastille de 1,53 mm contenant quelques centaines de millionièmes de gramme de ricine pour tuer le dissident bulgare Guéorgui Markov, qui décède 4 jours après avoir été empoisonné.

## Différence avec les amatoxines
Les toxines présentes dans les champignons vénéneux tels que Amanita phalloides sont de natures très différentes des toxalbumines. Ce sont principalement des métabolites secondaires ou des amatoxines résistantes à la chaleur. Ce sont de puissants inhibiteurs de l'ARN polymérase II, une enzyme essentielle à la synthèse de l'ARN messager (ARNm), du microARN et du petit ARN nucléaire (ARNn). Sans ARNm, le modèle pour la synthèse des protéines, le métabolisme cellulaire s'arrête. À cet égard, leur effet métabolique est similaire à celui des toxalbumines.